# Mbarek Bekkaï
El-Bekkaï – variante : Bakkay – ben Mbarek Lahbil (1907-1961), dit Mbarek Bekkaï, est un homme d'État marocain qui exerça de hautes charges gouvernementales. Il fut notamment, de décembre 1955 à avril 1958, le président du Conseil de deux gouvernements, dont le premier, qui dura jusqu'en octobre 1956, fut instauré alors que les traités mettant officiellement fin aux protectorats français et espagnol n'étaient pas encore signés.

## Biographie
Mbarek Bekkaï est né le 18 avril 1907 à Berkane, au nord-est du Maroc.
Il débuta sa formation à l'école française où la langue arabe était bannie[réf. nécessaire].
Il fréquenta l'école militaire de Dar El Beida l'actuelle académie militaire de Meknès d'où il sortit major de sa promotion en 1928. Il participe, avec le 3e régiment de spahis marocains de Méknès (3e RSM, ex-23e) à la Campagne du Maroc au nom du sultan contre les rebelles anti-français en 1929 et il reçoit la croix de guerre des Théâtres d'opérations extérieurs le 10 octobre 1929. Il part ensuite en 1932 pour le 1er RSM au Levant français. Fin 1934, il repart pour Marrakech, ayant été affecté au 2e RSM. Il fait la campagne de France avec ce régiment. Lieutenant très compétent, il est grièvement blessé le 14 mai 1940 à Vendresse. Il est amputé d'une jambe et évacué. En mai 1941, il reçoit pour son action en 1940 une citation à l'ordre de l'armée, la croix de guerre 1939-1945 et la croix de chevalier de la Légion d'honneur.
En 1942, il devient caïd à Béni Drar. Il est pensionné comme invalide de guerre à 90% et est nommé capitaine en 1943. Il devient pacha de Sefrou en 1944. Il quitte le service actif de l'armée française en 1946 et est promu lieutenant-colonel de réserve en 1953.

Il est l'un des rares pachas à avoir protesté en 1953 contre la déposition du sultan Mohammed V, en démissionnant de son poste de Sefrou. Il écrit ce télégramme : 

« N'approuvant pas le coup de force qui a provoqué la déposition de SM le Sultan du Maroc, et que je considère comme illégal sur tous les plans, j'ai décidé de me démettre de mes fonctions de pacha de Sefrou afin d'être fidèle en mon âme et conscience. Je ne peux, en effet, servir un régime que je tiens pour illégal. »

[réf. nécessaire]
Il a l'insigne honneur de signer l'acte de l'indépendance du Maroc le 2 mars 1956 avec Christian Pineau représentant la France, et le 7 avril avec Alberto Martín-Artajo représentant l'Espagne[réf. souhaitée].
Il démissionne de son poste de Premier ministre, lors de la crise de mai 1958, qui fut créé par le refus d’autoriser le Parti du Mouvement populaire[réf. souhaitée].
Aux prises avec des « problèmes de santé devenus récurrents », il décède à Rabat le 12 avril 1961 – soit 45 jours après le roi Mohammed V – et est inhumé dans sa ville natale,.

## Décorations
- Croix de guerre des TOE avec citation à l'ordre de la brigade le 10 octobre 1929[3].
- Croix de guerre 1939-1945 avec citation à l'ordre de l'armée le 4 mai 1941[3].
- Chevalier de la Légion d'honneur le même jour[3].
- Officier de la Légion d'honneur en 1947[3], obtenue des mains du Maréchal Leclerc à Sefrou[réf. souhaitée].